# Бест, Вернер
Карл Рудольф Вернер Бест (нем. Karl Rudolf Werner Best; 10 июля 1903, Дармштадт — 23 июня 1989, Мюльхайм-ан-дер-Рур, Северный Рейн-Вестфалия) — официальный юрист нацистской партии, обергруппенфюрер СС (20 апреля 1944), имперский уполномоченный в оккупированной Дании (1942—1945).

## Биография

### Детство и юность
Вернер Бест родился в Дармштадте 10 июля 1903 года в семье почтового инспектора. Отец Вернера, Рудольф Бест погиб на фронте в 1914 году, мать Каролина осталась вдовой с двумя малолетними сыновьями и вскоре остро нуждавшаяся семья переехала в городок Гонзенхайм, где жизнь была немного дешевле. В 1919 офицер французских оккупационных войск должен был вручить Вернеру Бесту премию за успехи в изучении французского языка, но Бест от премии отказался, мотивировав это тем, что его отец погиб, сражаясь против Франции. В том же году он организовал «Германский националистический молодёжный союз». В 1921 году Бест окончил школу и приступил к изучению права в университете Франкфурта-на-Майне, где в 1927 защитил диссертацию, получил степень доктора права и с этого года стал работать судьей в различных судах Германии.

### Молодость
С 1922 занимался антифранцузской пропагандой и координацией работы отдельных антифранцузских партий и союзов. В 1924 году Вернер Бест был арестован и вскоре французский военный суд приговорил его к 3 годам тюрьмы и 1000 марок штрафа, но по ходатайству германского правительства был амнистирован. В 1926 году публикует статью «Международная политика националистов», которая стала известна по всей Германии. В 1930 году вступил в НСДАП и получил пост руководителя правового отдела в руководстве гессенского филиала партии. В том же году Вернер Бест женился на Хильдегард Регнер и переехал на постоянное жительство в Дармштадт, брак оказался удачным и у супругов Бест в последующие годы родилось пятеро детей.
В 1931 году Бест был избран депутатом гессенского ландтага, но после разразившегося «боксгеймского скандала» был вынужден уйти со всех государственных постов. Дело в том, что при обыске на так называемом Боксгеймском дворе под Бюрштадтом полиция обнаружила документы НСДАП, которые содержали план инсценировки «коммунистического переворота», который бы в свою очередь послужил бы предлогом для захвата власти нацистами. Под всеми этими документами стояла подпись лояльного государственного служащего Вернера Беста. Но как ни странно, преследованием Бест не подвергся, видимо полиция посчитала эти «документы» чьей-то шуткой, и в октябре 1932 года Лейпцигский суд закрыл возбуждённое против Беста дело «за отсутствием улик».

### Активная политика
В 1931 году Вернер Бест вступил в СС и полностью посвятил себя партийной работе. После прихода Гитлера к власти, в марте 1933 года Бест занял пост государственного комиссара по делам полиции земли Гессен и ему был присвоен высокий ранг правительственного советника. На этом посту занимался созданием концентрационных лагерей на территории Гессена. В июле 1933 года был назначен полицай-президентом Гессена. Но после серьёзной ссоры с гауляйтером Шпренгером и после вновь всплывших «боксхеймских документов» снова был вынужден уйти со всех государственных постов.
В 1933 году оказавшегося не у дел унтерштурмфюрера СС Вернера Беста взял к себе Рейнхард Гейдрих, поручивший ему руководство оберабшнитом СД «Юго-Запад». В ноябре 1933 года он получил звание оберштурмфюрера СС, а уже в декабре — гауптштурмфюрера СС. В 1934 году он был назначен главой организационного отдела СД, а чуть позже возглавил ещё и оберабшнит СД «Юг». На этой должности занимался сбором компромата на местных командиров СА и подготовкой расстрельных списков для «Ночи длинных ножей». В июне того же года он получил звание штурмбаннфюрера СС, а ещё менее чем через месяц — оберштурмбаннфюрера СС.
С начала польской кампании руководил деятельностью айнзатцгрупп СД на территории Польши. После создания РСХА 27 сентября 1939 года возглавил его I Управление.
После ряда серьёзных разногласий с Гиммлером по вопросам расовой политики на оккупированных территориях покинул РСХА и подал прошение о зачисление его в действующую армию, где прошел двухмесячный курс подготовки. Но 1 августа 1940 года Вернер Бест был назначен начальником Административного управления в администрации оккупированной части Франции и отбыл в Париж, где ему удалось наладить сотрудничество между французскими и немецкими органами власти.
5 ноября 1942 года Вернер Бест получил новое, более высокое назначение — Генеральным имперским уполномоченным в Дании. Гитлер решил превратить эту страну в «германскую провинцию», Беста же сам фюрер называл «национал-социалистом с крепкими кулаками».
9 ноября Бест разогнал датское правительство Буля и сформировал новый, открыто коллаборационистский кабинет во главе с Эриком Скавениусом. В то же время практически открыто он саботировал «окончательное решение еврейского вопроса» в Дании и фактически способствовал датскими евреям бежать в Швецию.
В 1943 году Бест провел выборы в датский фолькетинг, само по себе это событие было экстраординарным на фоне германской оккупации. Но 29 августа 1943 года в Дании было объявлено чрезвычайное положение, остатки датской армии и флота были распущены, полиция разоружена, был введен комендантский час, и вскоре Бестом был отдан приказ о немедленном аресте всех без исключения евреев.
4 мая 1945 года германские войска в Дании капитулировали, а 21 мая оставшийся в Копенгагене Бест был арестован.

### После войны
В 1948 году Вернер Бест был приговорен датским судом к смертной казни, однако после апелляций приговор был изменён на 12 лет тюремного заключения. Но уже в 1951 году Бест был освобожден «по состоянию здоровья» (прожив после этого 38 лет).
Вернувшись в Германию, Бест устроился на работу в адвокатское бюро в Эссене, а в 1953 стал юридическим консультантом.
В 1969 году Беста снова арестовали, на этот раз по обвинению в причастности к убийству 8723 человек в 1939 году на территории Польши. В 1972 году польское правительство потребовало выдать Вернера Беста как виновного в военных преступлениях и создании айнзатцгрупп на территории Польши. За этим мог последовать только смертный приговор, но правительство ФРГ взяло его под защиту, отказав в просьбе, мотивируя это, опять же, якобы плохим состоянием здоровья бывшего обергруппенфюрера СС, и в августе 1972 года Бест был в очередной раз освобожден из-под стражи.
Скончался Вернер Бест 23 июня 1989 года.

## Награды
- Шеврон старого бойца
- Крест военных заслуг 1-й степени с мечами
- Крест военных заслуг 2-й степени с мечами
- «Немецкая Олимпийская награда» 1-й степени
- Золотой партийный знак НСДАП
- Медаль За выслугу лет в НСДАП в бронзе и серебре
- Кольцо «Мёртвая голова»
- Почетная шпага рейхсфюрера СС

## Сочинения
- Die Verwaltung in Polen vor und nach dem Zusammenbruch der polnischen Republik. Berlin: v. Decker, 1940.
- Die deutsche Polizei. Darmstadt: Wittich, [1940].
- Grundfragen einer deutschen Grossraumverwaltung // Festgabe für Heinrich Himmler. Darmstadt: Wittich, 1941. S. 33-60.
- Die deutsche Militärverwaltung in Frankreich. Darmstadt: Wittich, 1941 (als Privatdruck)
- Dänemark in Hitlers Hand. Husum: Husum-Verl., 1988.